# 山一織物
山一織物株式会社(やまいちおりもの)は東京都中央区に本社をおく、呉服の卸売、宝飾品の製造・卸売り・小売り、宝飾品の修理・リフォームを行う企業。

## 概要
1955年9月、設立。振袖や留袖といった着物全般の販売を行う他、「ダイヤモンド・バンク・ジャパン」というオーダーメイド指輪の店舗運営も手掛ける。
2012年1月には、「パールチェンジ振袖」という、同店で購入した着用後の振袖を新品の本真珠ネックレスに交換できるサービスを開始。また、2012年7月には、「ダイヤモンド・バンク・ジャパン」から通常の2倍の手間をかけて製造するオーダーメイド結婚指輪「TANZO.premium」というサービスを開始した。

## 沿革
- 1955年9月 日本橋富沢町に設立し、代表取締役社長に曽我石 精一が就任
- 1971年4月 中央区東日本橋(現住所)に移転
- 1988年9月 本社新社屋ビル完成
- 2003年5月 代表取締役社長に曽我石 太郎(現職)が就任

## 所属団体
- 一般社団法人 日本リ・ジュエリー協議会[4]
- 東京織物卸商業組合[5]
- 公益社団法人 日本橋法人会[6]